# Most Rędziński

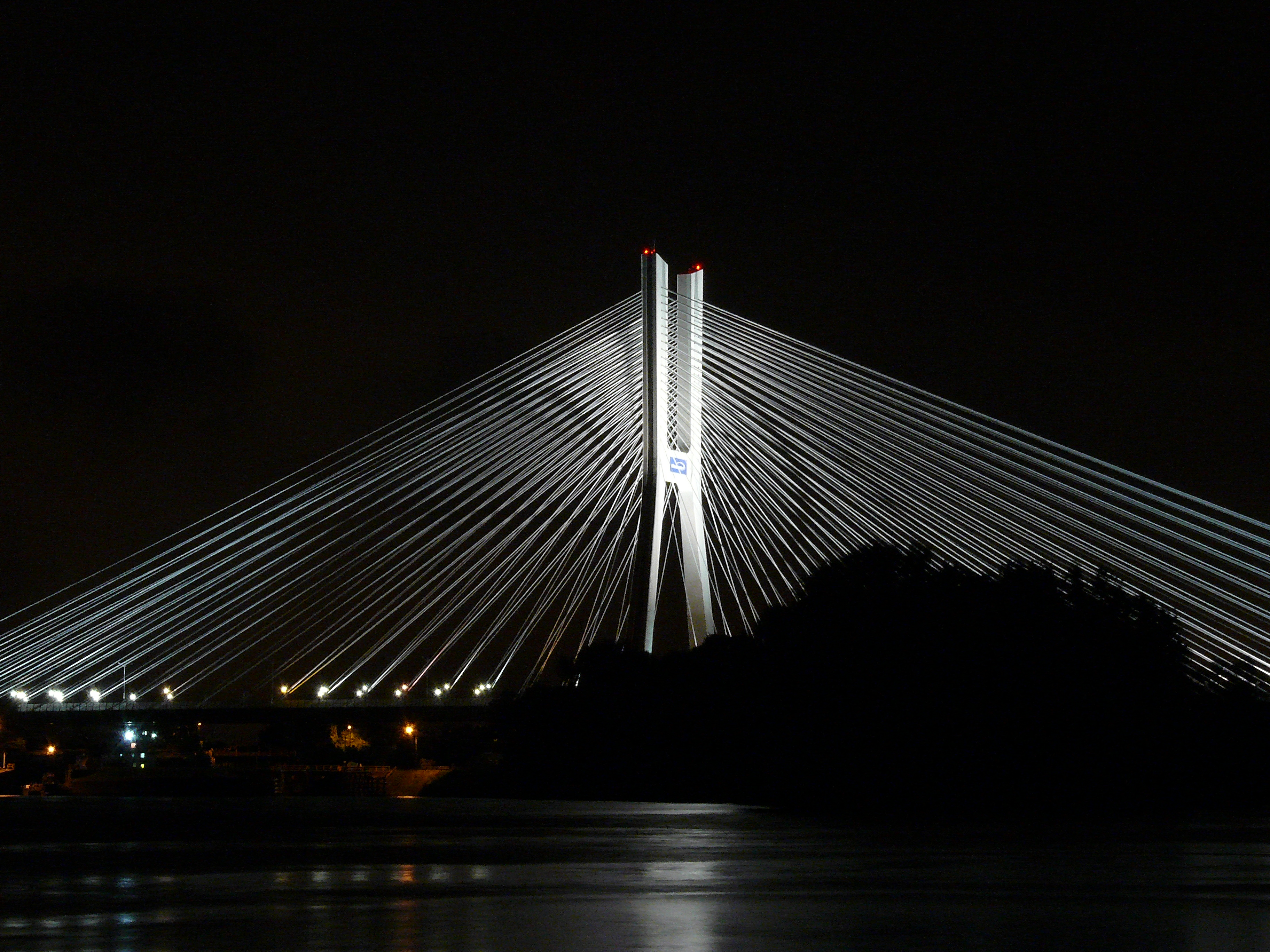
Most Rędziński nocą

Most Rędziński – drogowy most wantowy nad Odrą we Wrocławiu, będący częścią autostrady A8 (Autostradowej Obwodnicy Wrocławia – AOW).
Przeprawa nad Odrą oraz nad całą Wyspą Rędzińską, przy której znajdują się zabytkowe śluzy (Śluzy Rędzin). Żelbetowa konstrukcja zawieszona jest za pomocą 160 want o łącznej długości 25 km tylko na jednym pylonie. Jego wysokość to 122 metry. Jest to najwyższa tego typu konstrukcja w Polsce. Przeprawa ma 612 metrów długości, a razem z dojazdowymi estakadami – 1742 metry. W każdym kierunku kierowcy mają do dyspozycji trzy pasy ruchu.
Projekt mostu został wykonany przez Zespół Badawczo-Projektowy „Mosty – Wrocław” pod kierownictwem prof. Jana Biliszczuka. Wykonawcą mostu były firmy Mostostal Warszawa i Acciona Infraestructuras. Koszt budowy obiektu wyniósł 576 mln zł.

## Nazwa
Nazwa Most Rędziński przez czas budowy była nazwą nieoficjalną, która jednak przyjęła się powszechnie. W sierpniu 2011 wrocławski oddział GDDKiA rozpisał konkurs na nazwę mostu, w której nazwa „Most Rędziński” wygrała uzyskując 55,38% głosów.

## Rekordy
- najwyższy pylon w Polsce (122 m)
- najdłuższy żelbetowy most podwieszony w Polsce (część podwieszona 2 × 256 m = 512 m)
- najdłuższy most podwieszony na jednym pylonie w Polsce[6]
- najdłuższe przęsło żelbetowe w Polsce – 256 m
- największy powierzchniowo most żelbetowy na świecie (70 000 m²)
- czwarty co do wielkości betonowy most świata[7]

## Historia budowy
Umowę z wykonawcą podpisano 20 maja 2008 roku. Zakończenie budowy nastąpiło w sierpniu 2011 roku.

### Powódź 2010
Podczas powodzi w maju 2010 roku Odra zalała plac budowy dokonując licznych zniszczeń w infrastrukturze. Jednak zdaniem projektanta mostu prof. Biliszczuka sama konstrukcja mostu nie ucierpiała, co świadczy o dobrym projekcie i solidnym wykonaniu. Powódź spowodowała opóźnienie w budowie o ponad miesiąc.

### Końcowa faza budowy
Testy obciążeniowe przeprowadzono 10 sierpnia 2011. W wyniku opóźnień w budowie most oddany został do eksploatacji 31 sierpnia 2011, a nie jak planowano pierwotnie w listopadzie 2010.

## Zobacz też

Most Rędziński
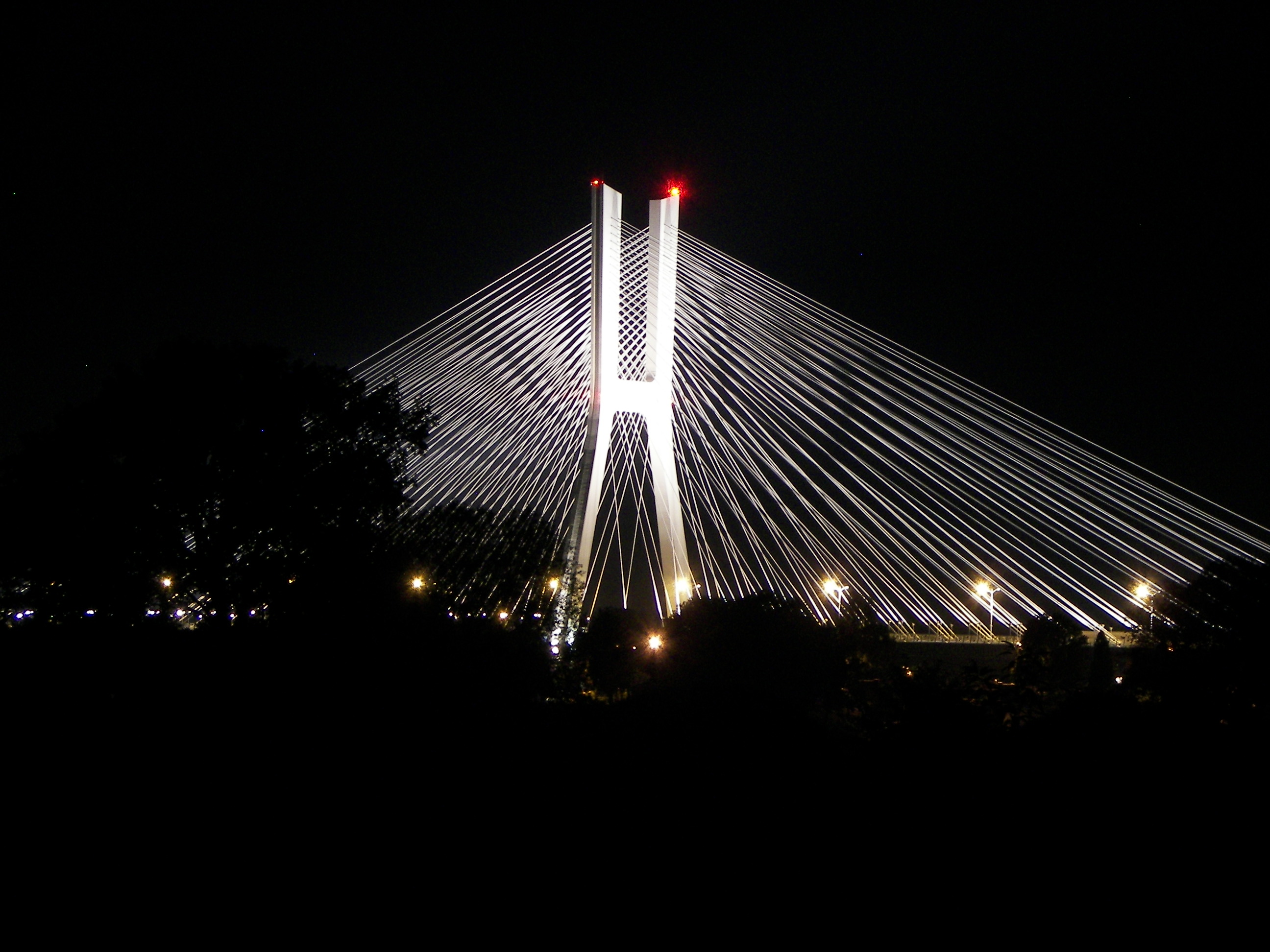
Widok z Lasu Osobowickiego
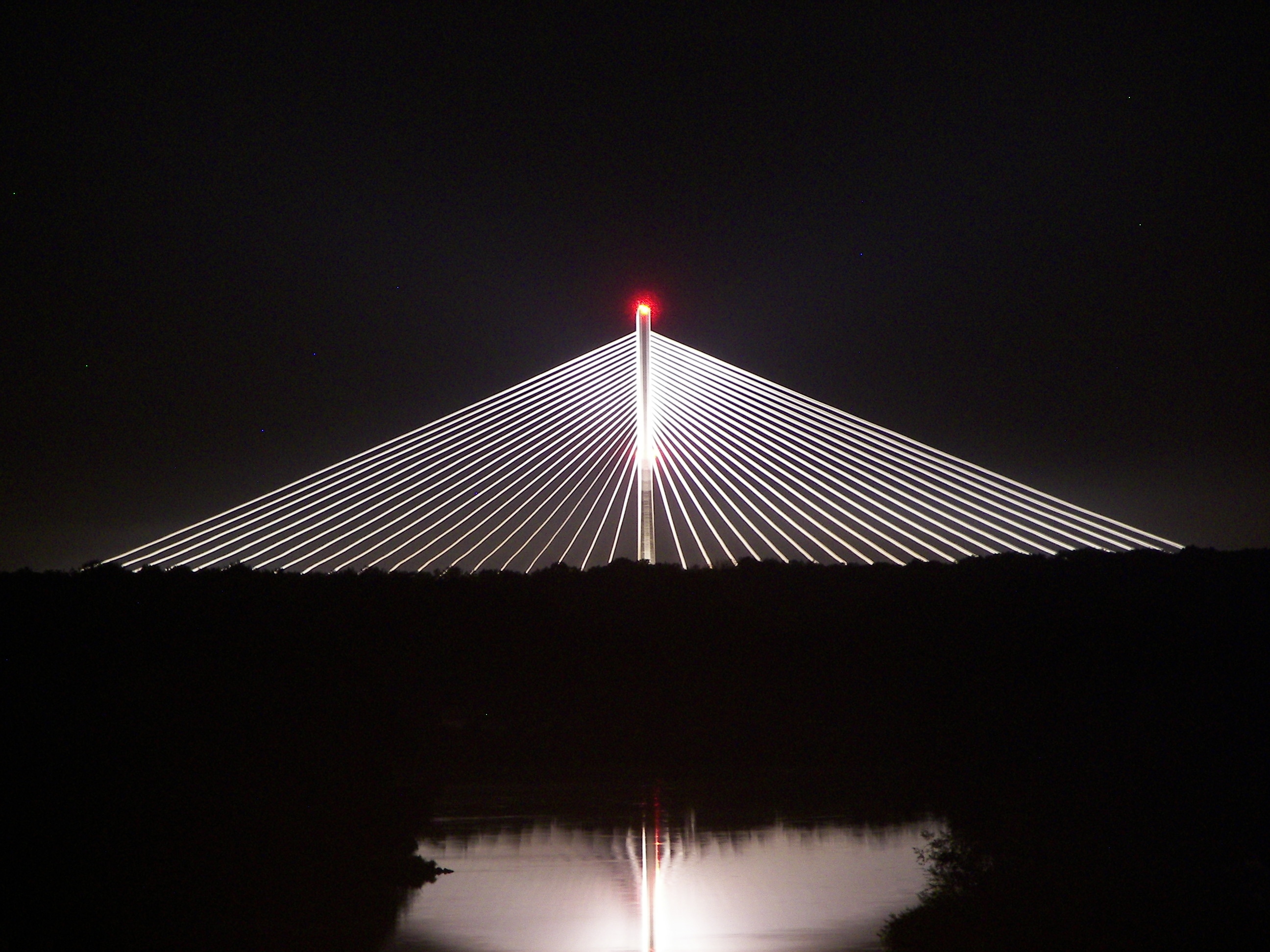
Widok z Mostu Milenijnego
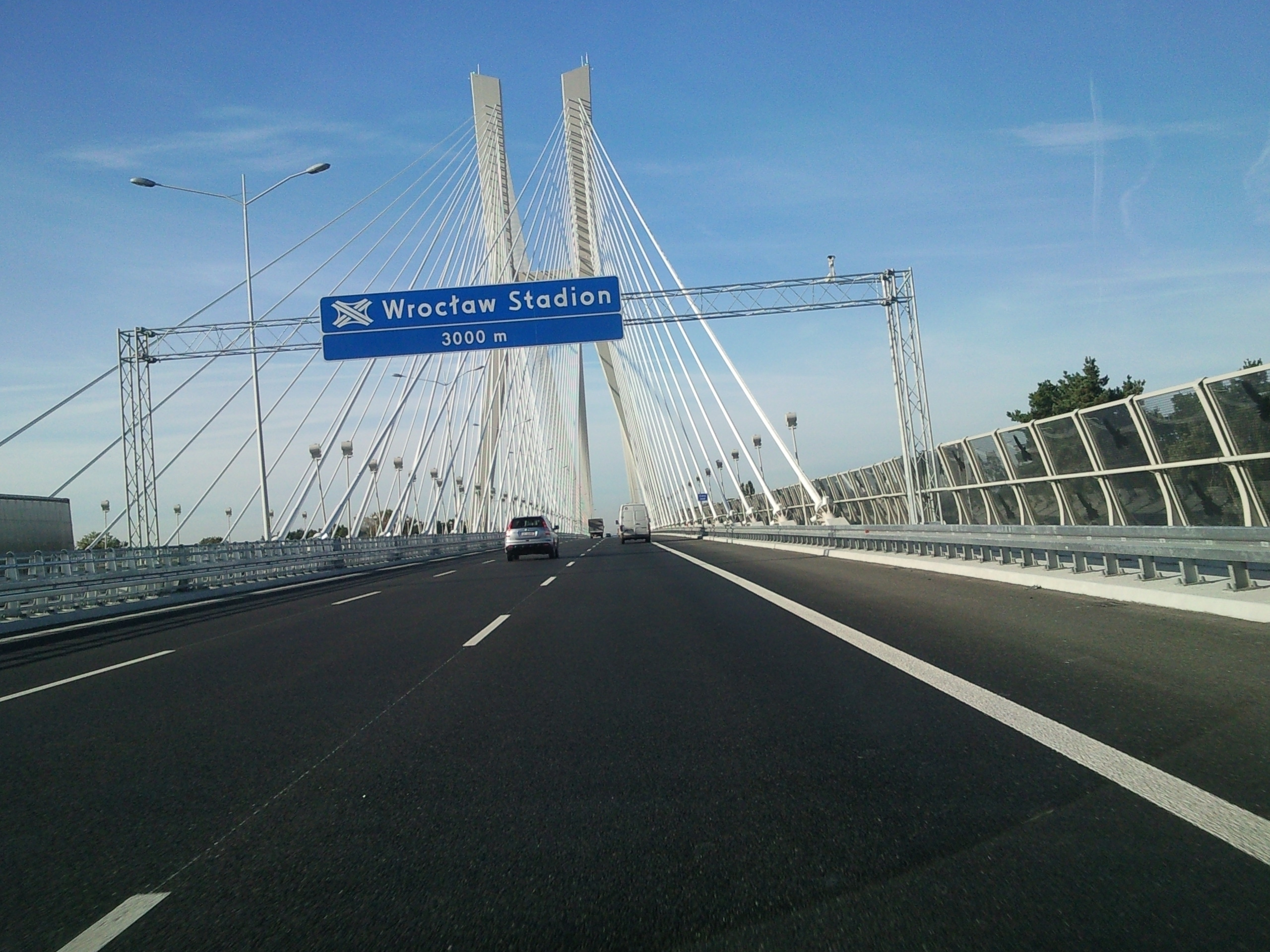
Wjazd na most (AOW, A8 E67)
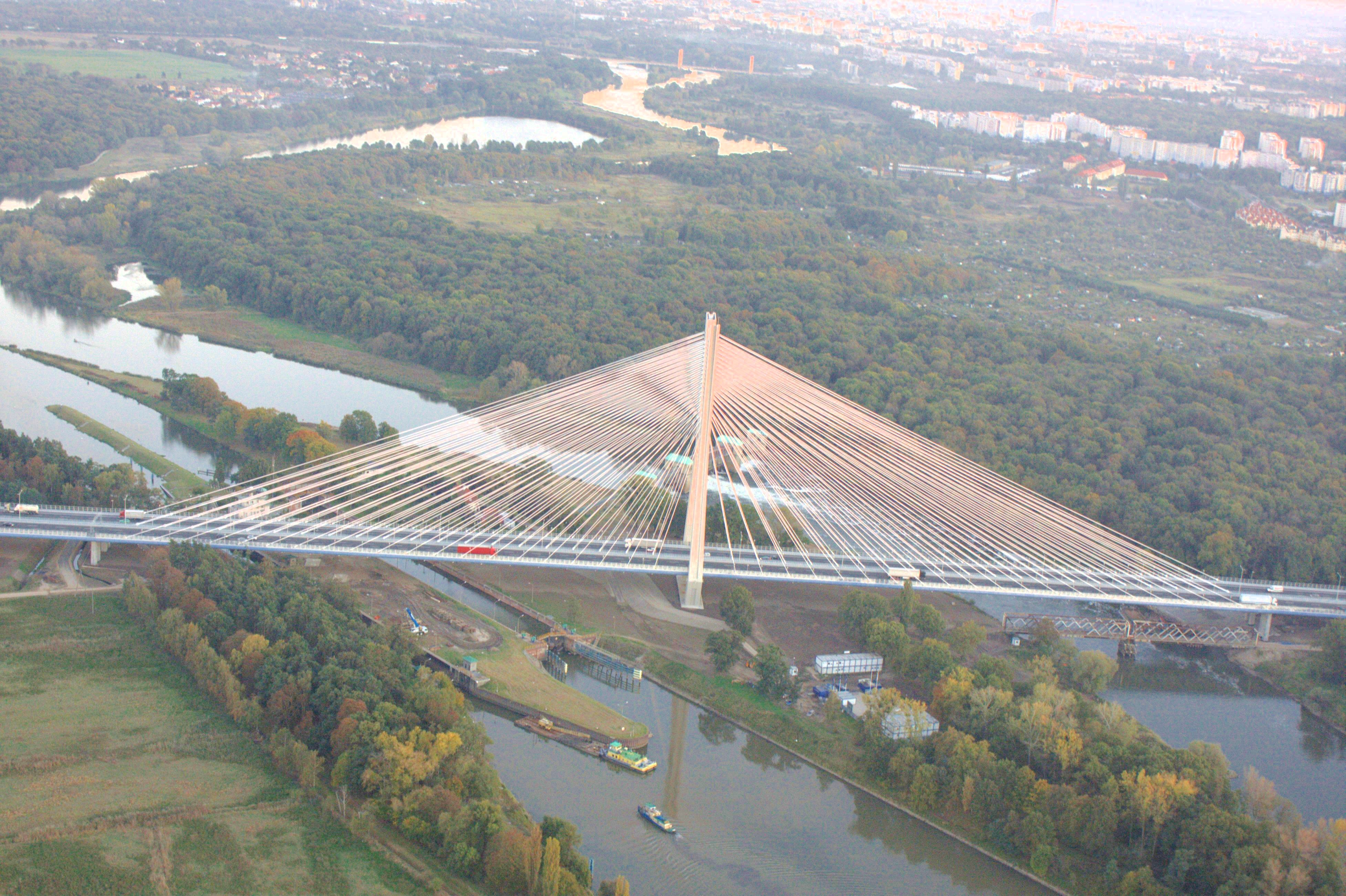
Widok z góry
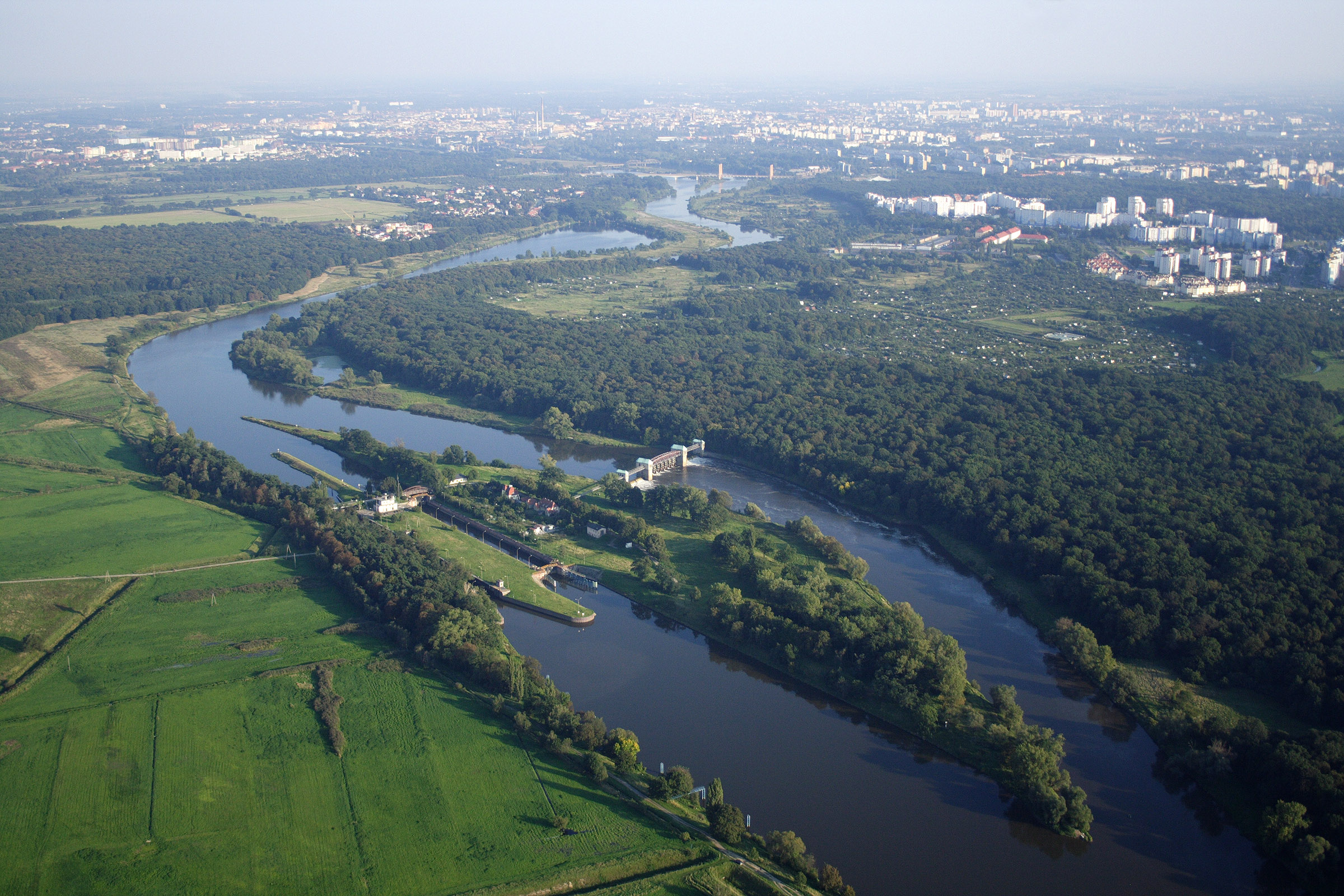
Widok wyspy przed wybudowaniem mostu - IX 2006
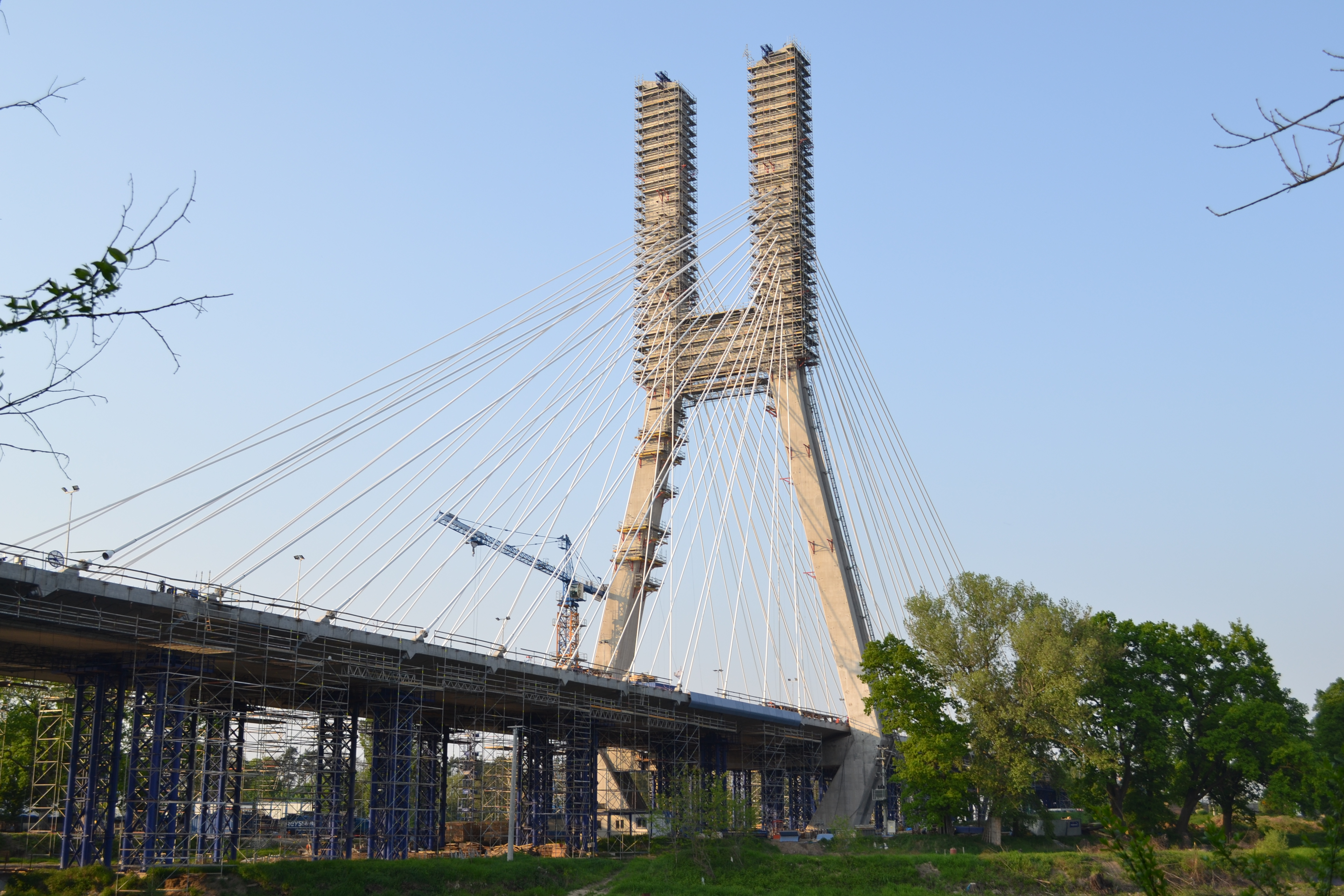
Montaż want – widok od południa - IV 2011
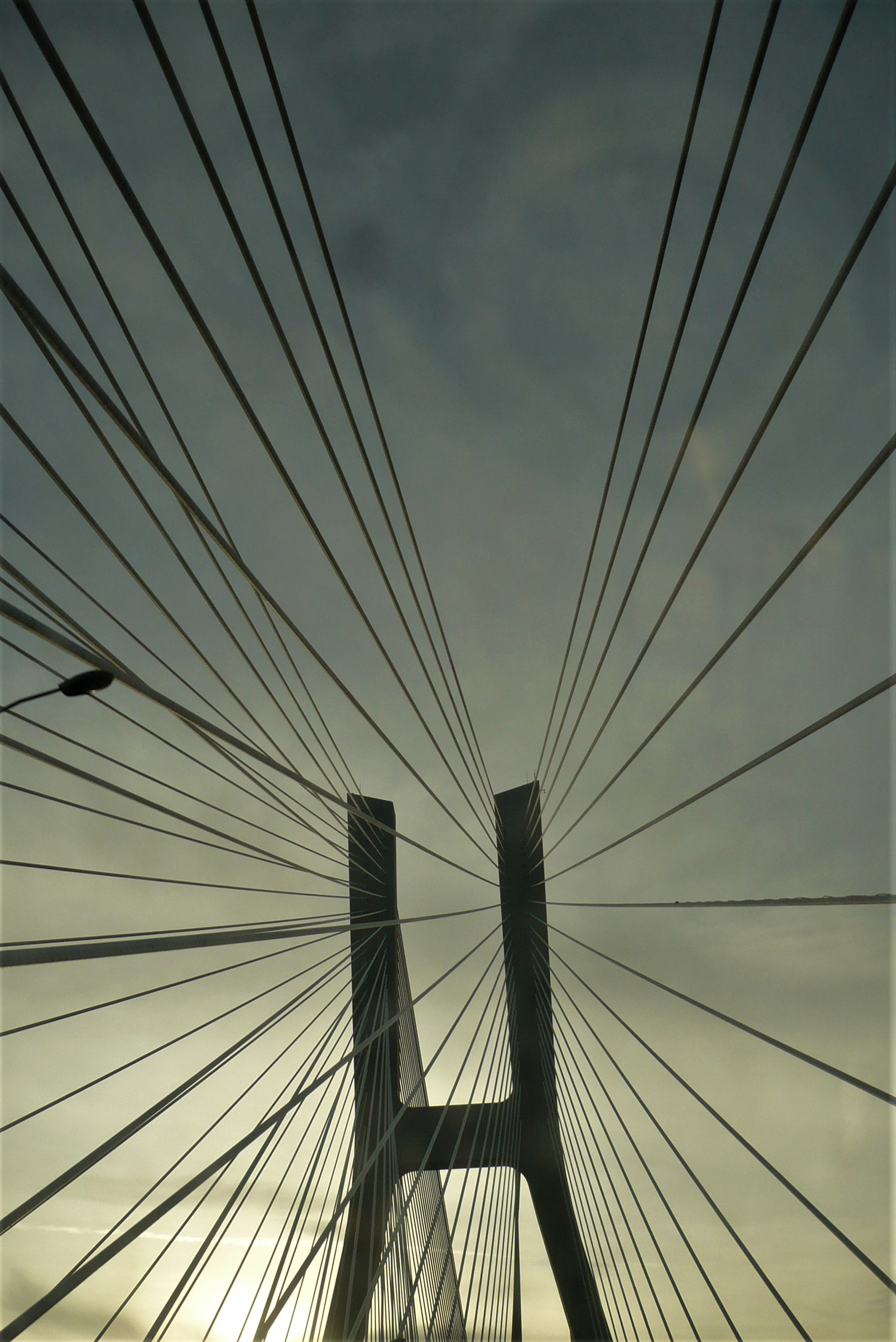
Most Rędziński we Wrocławiu